# Kōdō Sawaki
Pour les articles homonymes, voir Sawaki.
Roshi
Kōshō Uchiyama
Kōdō Sawaki (沢木 興道, Sawaki Kōdō, 16 juin 1880 - 21 décembre 1965) est un maître du XXe siècle appartenant au bouddhisme zen japonais de l'école Sōtō. Il fut le maître de Taisen Deshimaru, qu'il chargea de transmettre le zen en Europe.

## Biographie

### Enfance et adolescence difficiles (1880-1896)
Né près du sanctuaire d'Ise (shintô) sous le nom de Tada Saikichi, Kōdō Sawaki est le dernier enfant d’une famille plutôt aisée de sept enfants. Dès son enfance, ses parents envisagent d'en faire un moine (bhikshu), afin de diminuer leurs frais pour entretenir l'enfant. Mais il perd sa mère meurt alors qu’il n’a que cinq ans, et son père quand il en a huit. Il est alors adopté par un oncle, qui meurt à son tour, et c’est un ami de celui-ci, Sawaki Bunchiki, qui prend en charge Saikichi. Toutefois, Sawaki Bunchiki est un homme peu recommandable, joueur invétéré et patron de maison de jeu, vivant avec une ex-prostituée qui connaît régulièrement des crises d'hystérie. C'est donc un couple instable qui s'occupe de l'enfant.
Alors qu’il n’a que 13 ans, Saikichi travaille comme guetteur pour la pègre du quartier, surveillant maisons de jeu et maisons closes afin d'avertir d'une arrivée de la police. Il doit également fabriquer et vendre des lanternes japonaises, afin de payer sa pension à Sawaki Bunchiki. Il est mal vêtu, mal nourri, et s'il ne ramène pas suffisamment d'argent, il est battu. Dans ces conditions difficiles, il va devenir un marginal.
Un soir, une femme du quartier l'emmène à une conférence sur Shinran, le fondateur de l'école jodo-shinshu. Quelque temps plus tard, dans une maison close où il travaille, il est témoin de la mort d’un vieillard. Cette scène est un choc, et elle va le poursuivre et le pousser à changer de vie, car il ne veut pas finir de la même manière. Il rencontre alors les Morita Soshichi, une famille honnête et éduquée, avec qui il a bientôt des liens réguliers, et il et fréquente un temple de l'école jodo-shinshu, où on lui conseillera de se diriger vers le zen.

### Premiers maîtres (1896-1900)
En 1896, à l’âge de 16 ans, il décide de devenir moine à Eihei-ji, un des deux temples mères de l’école Sōtō. Malheureusement il n’obtient qu’une place de serviteur, mais pourra cependant apprendre à pratiquer le zazen. L'année suivante, en 1897, Sawada Kōhō, supérieur du temple de Daiji-ji dans l'île de Kyūshū, l’ordonne moine sous le nom de Kōdō. Et en 1899, il rencontre celui qui devient son nouveau maître, Fueoka Ryōun Oshō, qui lui enseignera pendant un an le zen et shikantaza, et donc la manière juste de pratiquer : seulement s'asseoir en zazen, sans chercher le satori, ni quoi que ce soit d'autre.

### Dans l'armée japonaise (1900-1905)

Sawaki Kodo Roshi, dessin de Michael Hofmann (2014).

En 1900, il est cependant incorporé dans l'armée japonaise qui se prépare à une guerre avec la Russie. En 1904, la guerre russo-japonaise éclate et il est envoyé comme fantassin sur le front chinois. À cette époque, l’endoctrinement nationaliste nippon est important et Sawaki semble ne pas y avoir échappé. Il combat sans retenue, peut-être aussi dans l’espoir de mourir et de n’être plus un poids pour personne.
Il est grièvement blessé à la tête au combat et laissé pour mort sur le champ de bataille, puis jeté dans un charnier. Mais lorsqu'on brûle le tas de cadavres, un médecin le voit qui remue et l'emmène à l'hôpital. Sawaki revient alors au Japon pour y être soigné, et retrouve son oncle qui se montre déçu de le revoir car il espérait qu'il meure afin de toucher une pension. Il se remet de sa blessure, mais partiellement : il souffrira sa vie durant d'une élocution difficile.
En 1905, il est renvoyé en Chine jusqu'à la fin de la guerre russo-japonaise.

### De 1905 à 1945
À la fin de ce conflit, Sawaki reprend la pratique de zazen, et en 1908, il commence à suivre des cours de philosophie à l’école Horyu-ji de Nara. Quatre ans plus tard, il devient tantô, premier assistant du dojo du temple de Yōsen-ji, puis il suit le maître Oka Sōtan au temple de Daiji-ji dans la province de Nara. Durant sa retraite à Daiji-ji, Sawaki se consacre à zazen et à l’étude du Shōbōgenzō. Après la mort de Oka Sōtan, Sawaki devient lecteur (kōshi) à Daiji-ji. Ensuite, en 1922, il quitte définitivement le temple pour donner des conférences à travers le pays.
À partir de 1935, Sawaki devient professeur à l’université de Komazawa (en) et enseignant (godō) du temple Sōji-ji. C'est là qu'il rencontre Shūyū Narita et Kōshō Uchiyama à qui il confèrera plus tardi le shihô (transmission du Dharma). C'est là aussi qu'il rencontre Yasuo Deshimaru, à qui il conseillera de vivre dans la société tout en pratiquant zazen. En 1940 Sawaki fonde le centre Tengyô Zen-en au temple de Daichû-ji, il y dirige des retraites rigoureuses pendant la guerre.

### Après la Seconde Guerre mondiale (1945-1963)

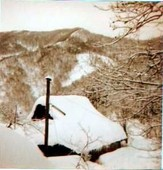
Antai-ji, hiver 1981.

Après la Seconde Guerre mondiale, Sawaki ne s’installe dans aucun temple, mais il acquiert une certaine renommée en organisant des sesshin et des conférences ouvertes à tous, laïcs et religieux. Sawaki est alors surnommé « Kōdō sans demeure » (Yadonashi Kōdō). Sawaki focalise alors ses enseignements sur la pratique de zazen.
À partir de 1949, Sawaki prend la direction du temple d'Antai-ji, dans les environs de Kyoto, abandonné durant la guerre.

### Fin de vie (1963-1965)
En 1963, Sawaki tombe malade et ne quitte désormais plus le temple d'Antai-ji pour se concentrer sur sa pratique. Durant les derniers temps de sa vie, il contemple longuement par sa fenêtre le mont Takagamine.
Peu de temps avant sa mort, il dit à une nonne[réf. nécessaire] : « Regarde ! La nature est sublime. Je comprends les problèmes des hommes, pourtant je n'ai jamais rencontré quelqu'un digne de ma soumission ou de mon admiration. Mais la montagne de Takagamine me regarde toujours de haut en me disant : Kōdō, Kōdō. »
Sawaki Kôdô Roshi meurt le 21 décembre 1965 à l’âge de 85 ans.

## Maîtres et disciples

### Maîtres
- Sawada Kōhō (de 1897-1899)
- Fueoka Ryōun Oshō (de 1899-1900)
- Oka Sōtan (de 1912-1921)

### Disciples ayant reçu sa transmission formelle

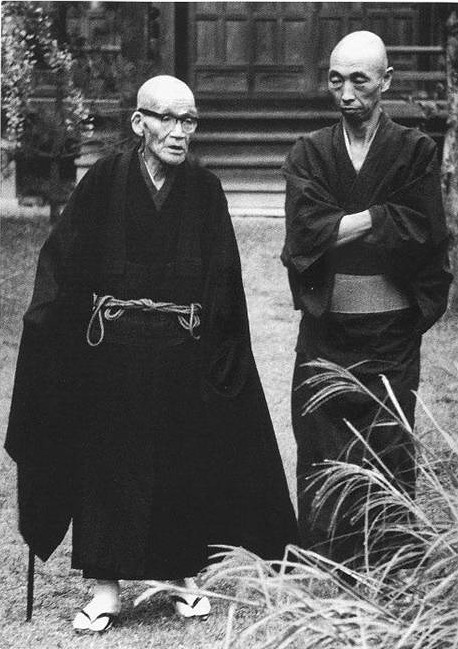
Kōdō Sawaki (à gauche) et Kōshō Uchiyama en 1950 à Antai-ji.

Bien qu'il ait eu de nombreux élèves ou disciples, Kōdō Sawaki Rōshi n'a accordé sa transmission formelle du Dharma (Shiho) qu'à huit disciples, trois nonnes et cinq moines :
- Yoshin Kasai
- Kobun Okamoto
- Baiko Fukuda
- Shūyū Narita
- Kōshō Uchiyama
- Sodō Yokoyama
- Satō Myōshin
- Kishigami Kojun

### Autres élèves
- Gudō Nishijima
- Taisen Deshimaru
- Tokugen Sakai

## Ouvrages en français de Kodo Sawaki
- Le Chant de l'éveil. Le Shôdôka de Yôka Daishi commenté par un maître zen, Trad. Janine Coursin, Paris, Albin Michel, coll. « Spiritualités »,1999, 361 p.  (ISBN 978-2-226-10727-5)
- La religion de la salle à manger. Commentaires du Jujikigokan, soutra du repas. Nice, Mikan, 2012, 46 p.  (ISBN 978-2-954-15130-4)
- Un zen vagabond. Textes et commentaires, Éd. Le Relié, 2016, 334 p.  (ISBN 978-2-354-90156-1)
- À toi, trad. de Luc Boussard, Introd.de Philippe Coupey, Postface de Kosho Uchiyama, Paris, Éd. L'Originel / Charles Antoni, 2019, 112 p.  (ISBN 979-1-091-41380-0)
- Force vitale, Trad. E. Blanc, Préface de Roger Lipsey, Paris, Éd. L'Originel / Charles Antoni, 2022, 160 p.  (ISBN 978-2-383-57011-0)
- Le Zen, Trad. et Préface de Muho Nölke, Postface de Kosho Uchiyama, Paris, Éd. L'Originel / Charles Antoni, 2024, 188 p.  (ISBN 978-2-383-57033-2)